# Дурбе (река)
Ду́рбе (латыш. Durbe) — река в Латвии, левая составляющая реки Сака. Длина реки — 47 км, площадь водосборного бассейна — 477,3 км².
Река вытекает из озера Дурбес, течёт на север. У населённого пункта Сака сливается с Теброй, образуя реку Сака. На реке Дурбе расположены населённые пункты Дуналка и Цирава.